# Fraisse-sur-Agout
Fraisse-sur-Agout é uma comuna francesa na região administrativa de Occitânia, no departamento de Hérault. Estende-se por uma área de 58,46 km². Em 2010 a comuna tinha 344 habitantes (densidade: 5,9 hab./km²).

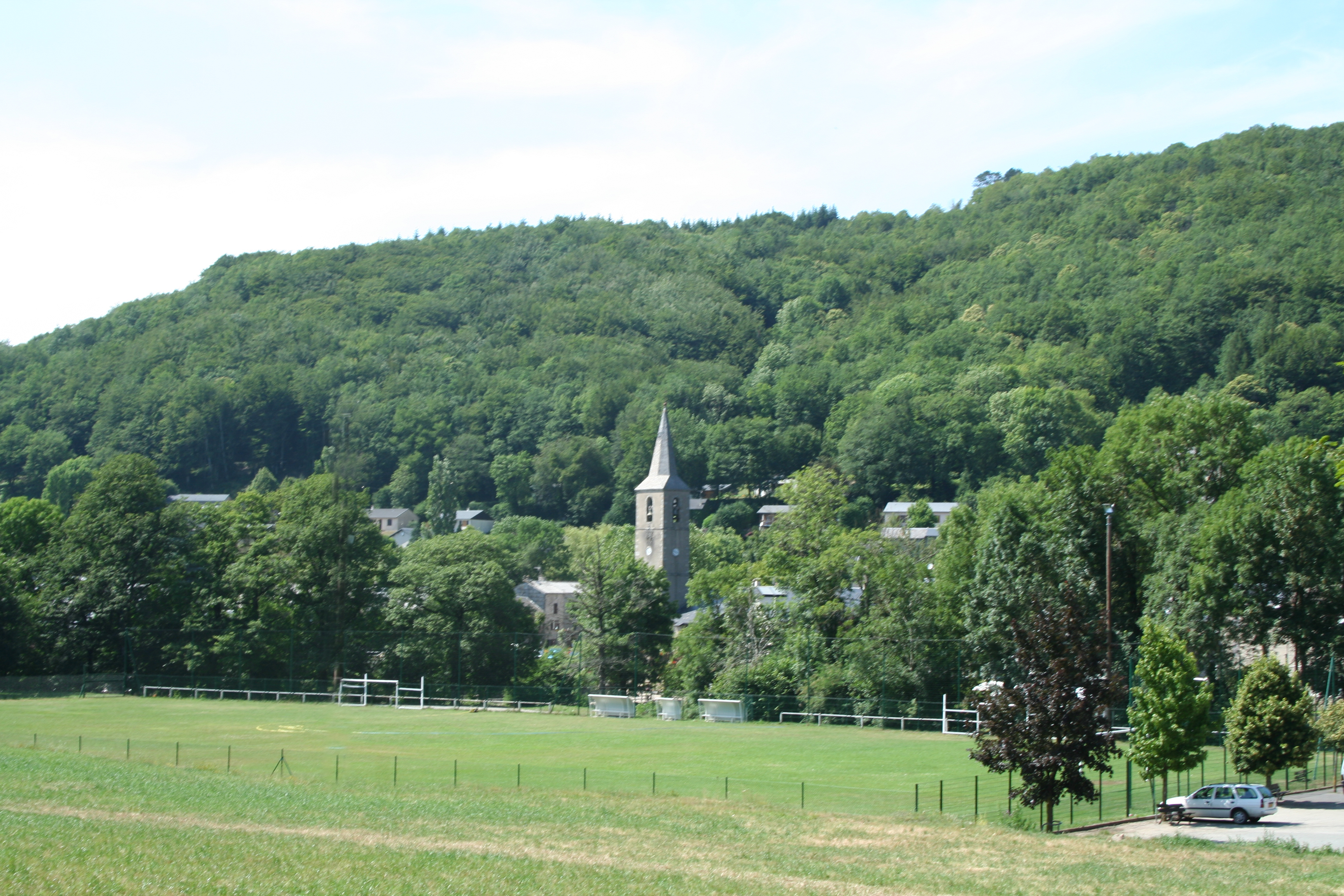